# زیردریایی یو-۱۴۵ (۱۹۴۰)

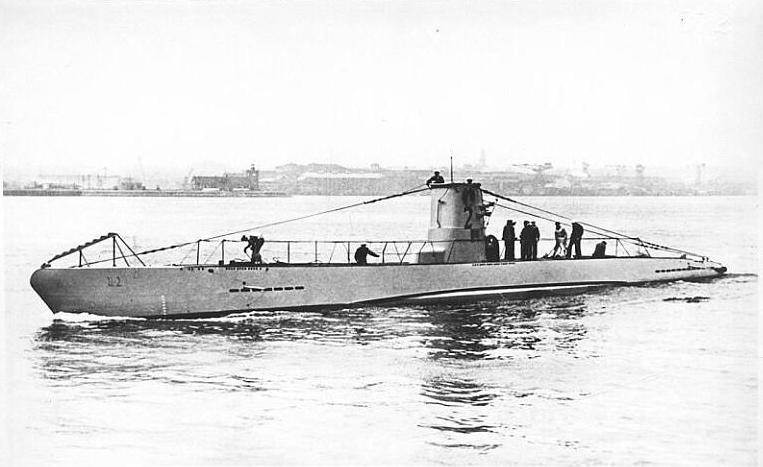
عکسی از زیر دریایی یو-145

زیردریایی یو-۱۴۵ (۱۹۴۰) (به انگلیسی: German submarine U-145 (1940)) یک زیردریایی بود که طول آن ۴۳٫۹۷ متر (۱۴۴ فوت ۳ اینچ) بود. این زیردریایی در سال ۱۹۴۰ ساخته شد.